# Cirauqui
Cirauqui település Spanyolországban, Navarra autonóm közösségben. Cirauqui Villatuerta, Yerri, Guesálaz, Guirguillano, Mañeru és Mendigorria községekkel határos. Lakosainak száma 465 fő (2024).

## Népesség
A település népessége az elmúlt években az alábbi módon változott:
| Lakosok száma | 456  | 462  | 480  | 475  | 505  | 491  | 476  | 487  | 488  | 465  |
|               | 2001 | 2004 | 2006 | 2009 | 2011 | 2014 | 2016 | 2019 | 2021 | 2024 |